# ArtCyclopedia
ArtCyclopedia ist eine Datenbank, in der online weltweit nach jenen Werken der Bildenden Kunst gesucht werden kann, die im Internet sichtbar sind. Gründer und Entwickler dieser seit Februar 1999 existierenden virtuellen Galerie – vornehmlich zur Malerei und zur Skulptur – ist der Informatiker John Malyon von der University of Waterloo in Kanada.

## Oberfläche der Website
ArtCyclopedia ermöglicht die Suche nach drei Arten von Namen: Künstler, Kunstwerk beziehungsweise Kunstmuseum. Es kann nach 9 000 Künstlern und 2 900 Kunstadressen (Museen, Galerien) gesucht werden. Die Datenbank hält 160 000 Links parat. Als Suchergebnisse können im Erfolgsfall zum Beispiel angezeigt werden: Bestände in Museen und Galerien, Inhalte von Bildarchiven, Verweis auf einschlägige Artikel und Bücher sowie Verweise auf den Kunstmarkt.
Neben der oben skizzierten Suche können noch folgende Informationen abgerufen werden:
- Alphabetische Liste der in der Datenbank enthaltenen Künstler[2]
- Künstler, geordnet nach
  - Darstellungsmittel[3]
  - Kunstgattung[4]
  - Nationalität[5]
  - Liste der Künstlerinnen[6]
- Liste der Kunstmuseen weltweit[7]
- in der Datenbank enthaltene Artikel zu Kunstdingen[8]
- Wörterbücher[9]
  - zur Kunst
  - zur griechischen und römischen Mythologie
  - Heiligenlexikon (Christentum)